# Sobrepellís

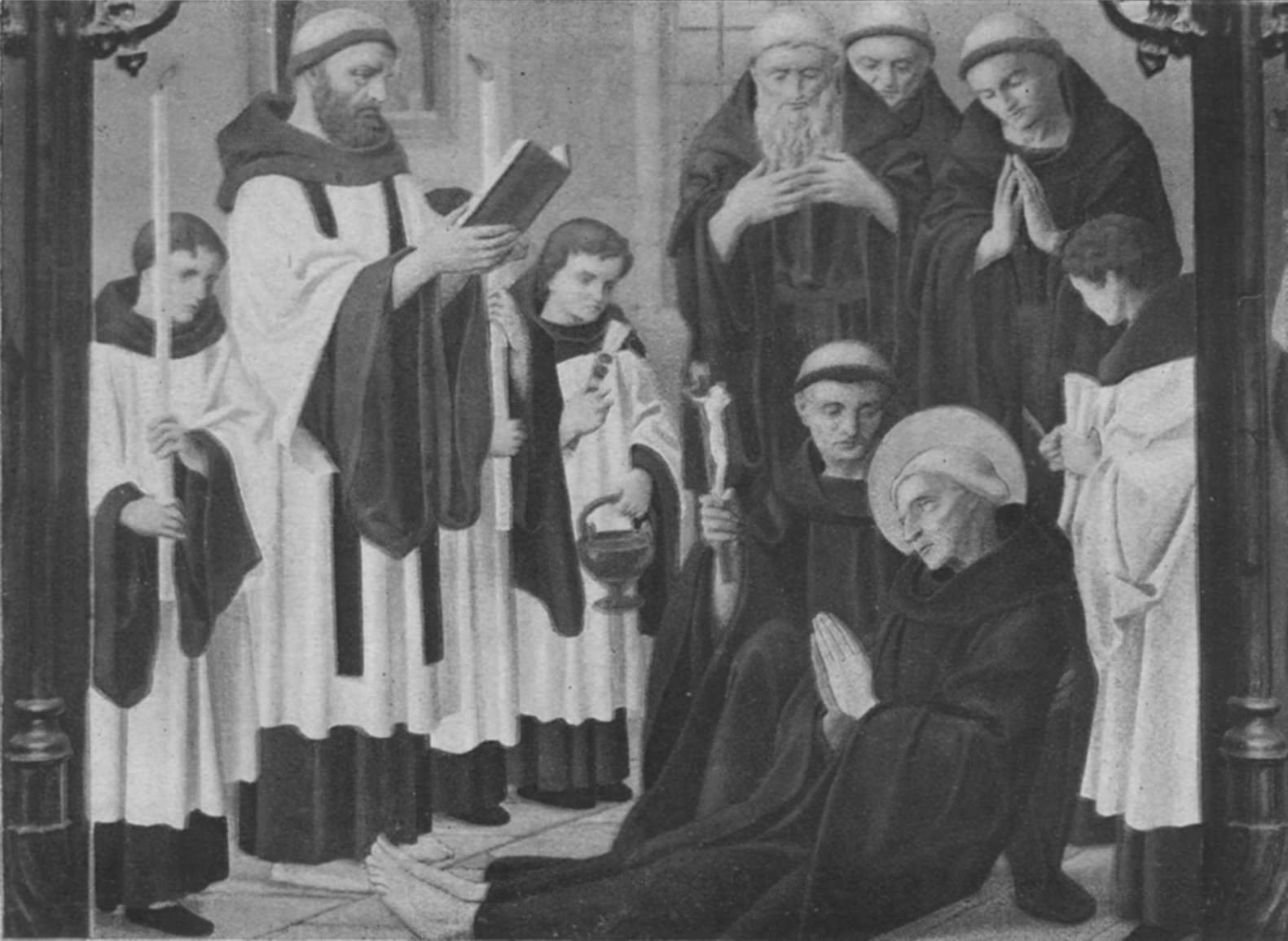
"La Mort de Sant Beda", el clergat monàstic porta sobrepellissos per damunt de les cogulles (pintura original al St. Cuthbert's College, Ushaw).

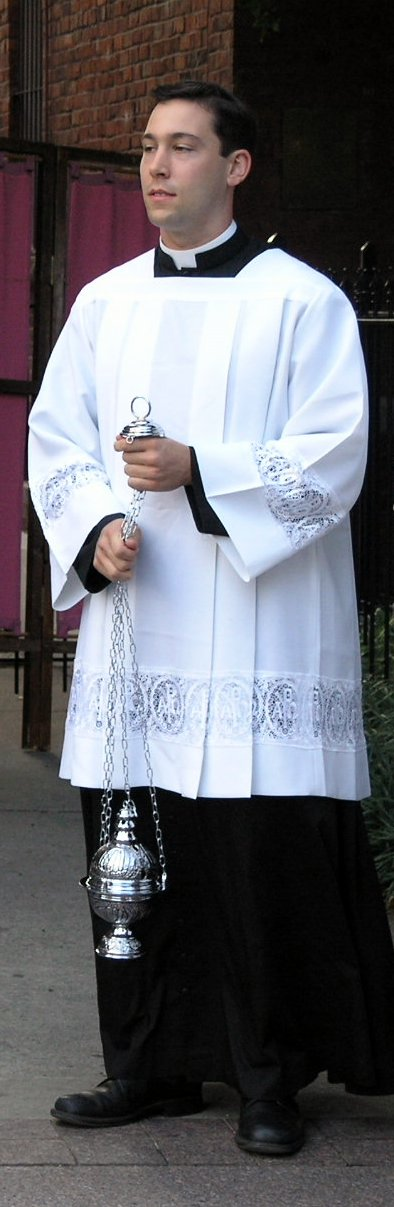
Seminarista vestit amb el sobrepellís d'estil romà, amb un turíbul.

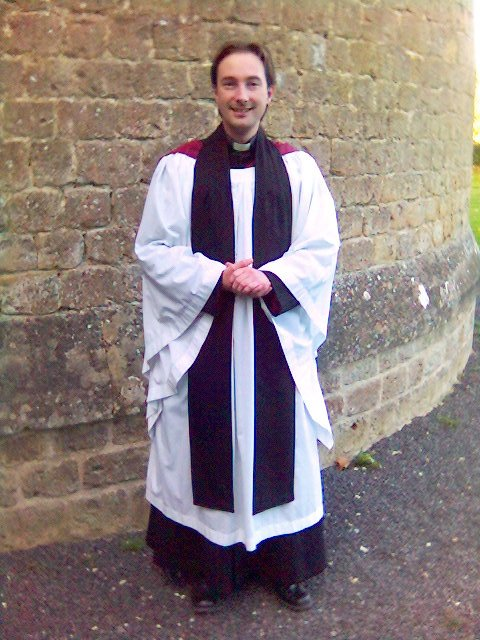
Un prevere anglicà portant una sotana, un sobrepellís d'estil anglès i una esclavina com a hàbit coral.

El sobrepellís —superpelliceum, en llatí, de super, «sobre, per damunt» i pellis, «pell»— és una vestidura litúrgica de l'Església Catòlica. Té forma de túnica, en lli o cotó blanc, llarga aproximadament fins a la cintura, i amb mànigues molt amples.
Originàriament era una peça llarga amb mànigues obertes que gairebé arribava a terra. Actualment, present a les tradicions catòlica i anglicana, el sobrepellís sovint és més curt, amb mànigues tancades i espatlles quadrades. Els anglicans habitualment es refereixen al sobrepellís d'estil romà amb el terme llatí cotta (tallat) provinent de l'alba tallada.

## Orígens i variacions
El més probable és que el sobrepellís aparegués a França o a Anglaterra, des d'on el seu ús s'estendria gradualment fins a Itàlia. És possible que hi hagi una connexió entre el sobrepellís i l'alba gal·la o cèltica, una túnica litúrgica sense cenyir de l'antic ritu gal, que va ser substituït durant l'època carolíngia pel ritu romà. La fundació dels canonges agustinians durant la segona meitat del segle xi pot haver tenir una influència especial en l'ús del sobrepellís. Entre els canonges agustinians el sobrepellís no era només part de l'hàbit coral, sinó que formava part de l'hàbit de l'orde.
Originàriament el sobrepellís arribava fins als peus, però a l'inici del segle xiii començà a ser retallat, cap a la fi del segle XV encara queia fins a la cama, i no va ser fins al segle xvii que a l'Europa continental es retallà considerablement. En alguns llocs va tenir modificacions més dràstiques en el curs del temps, que va fer que tingués diverses formes conjuntament amb l'original. Per exemple:
- el sobrepellís sense mànigues, que tenia forats als costats per on passar els braços
- el sobrepellís amb "orelleres" (també anomenades "ales"), en comptes de mànigues, que actualment encara fan servir els organistes, a causa de la facilitat que dona per moure els braços
- el sobrepellis amb, no només les mànigues, sinó que amb la pròpia peça tallada pels costats (com la dalmàtica moderna
- una mena de sobrepellís en forma de campana, amb un forat pel cap, en la qual els braços surten per sota la vora.

Les dues primeres es van desenvolupar molt aviat; i, malgrat les prohibicions dels sínodes locals (com per exemple, a Lieja vers el 1287), han sobreviscut en diversos llocs. Les darreres només van aparèixer cap a l'acabament de l'edat mitjana: la primera al sud d'Alemanya, i la segona sobretot a Venècia, on nombroses pintures donen testimoni del seu ús. Com a norma, però, només el baix clergat portava aquestes formes subsidiàries de sobrepellís. Van aparèixer en part sota la influència de la moda secular, però més particularment per motius de conveniència.
Hi ha una mancança d'informació exacta que obscureix la història antiga del sobrepellís. El seu nom deriva, com també Durandus i Gerland afirmen, del fet que els que la vestien es posaven les peces de pell emprades a l'església durant els serveis divins com a protecció contra el fred.
Alguns investigadors tracen l'ús del sobrepellís fins al segle v, citant la prova que les peces portades pels dos clergues que assisteixen el bisbe Maximià representats als mosaics de la basílica de Sant Vidal de Ravenna; tot i que en aquest cas hi ha confusió entre la dalmàtica i el sobrepellís.
Probablement totes les formes de sobrepellís no són més que una expansió de l'alba litúrgica ordinària, que es portava només a causa de la necessitat de portar pells gruixudes. Els primers documents que mencionen el sobrepellís daten del segle xi: un cànon del Sínode de Coyaca del 1050, i una ordre del rei Eduard el Confessor. Roma sabia del sobrepellís almenys des del segle xii. Probablement es va originar fora de Roma, i va ser importat per l'ús romà. Originàriament només una peça de vestir coral i peculiar del clergat baix, gradualment –certament no més tard del segle xiii- substituí l'alba com a vestimenta pròpia per administrar els sagraments i d'altres funcions sacerdotals.
Les esglésies orientals no fan servir sobrepellís ni cap peça anàloga. De les esglésies occidentals no catòliques, el sobrepellís ha continuat sent d'ús habitual a les esglésies luteranes, a la comunió anglicana, i a diverses denominacions veterocatòliques.

## Catolicisme
A la tradició romana, el sobrepellís de vegades porta una decoració d'encaix o bordures brodades, però el més habitual és que sigui llisa. Les puntes de coixí o els brodats, si són presents, sovint són en forma d'inserits una mica per sota de la vora o les mànigues.
El sobrepellís està destinat a ser una alba petita, car l'alba és el símbol de la vestidura blanca rebuda en el Baptisme. Per tant, és apropiadament usada per qualsevol clergue, pels lectors i acòlits o pels escolans. Sovint es fa servir, per exemple, pels seminaristes quan assisteixen a la Missa. Es porta habitualment sobre la sotana i mai no es porta sol, ni mai se cenyeix per un cinturó o cíngol. Pot ser portat sota l'estola per diaques i preveres per a les cerimònies litúrgiques o les celebracions dels sagraments fora de la Missa. A vegades es porta la capa pluvial sobre la sotana, el sobrepellís i l'estola.
Com a part del vestit coral, habitualment no el porten els prelats (el Papa, cardenals, bisbes, monsenyors i alguns canonges), en canvi, aquests clergues porten el roquet, que de fet és una variant del sobrepellís. El sobrepellís pertany a les vestes sacrae (robes sacres), tot i que no requereix benedicció abans d'usar-lo.

## Anglicanisme
El segon Llibre de l'oració anglicà, el d'Eduard VI de 1552, prescriu el sobrepellís com, conjuntament amb l'esclavina o la capa acadèmica, com l'única vestimenta del ministre de l'Església en "tot moment del seu ministeri", amb el roquet sent pràcticament considerat com la sobrepellís episcopal. Els reformadors més extrems van atacar furiosament el seu ús, però malgrat els seus esforços, la Llei d'Uniformitat de 1559 de la reina Elisabet I conservava la peça, i els advertiments i els mandats emesos sota la seva autoritat van complir el seu ús, tot i que va ordenar la destrucció de les "vestidures de missa" (casulles, albes, estoles i similars).
Fins a 1965, la sobrepellís s'havia mantingut, amb l'excepció de la capa, com l'única vestimenta autoritzada per la llei per als ministres, amb excepció dels bisbes, de l'Església d'Anglaterra (per la qüestió de les vestidures prescrites per la "Rúbrica d'Ornaments"). I a part dels empleats en els ordes sagrats, tots els "ministres" (incloent vicaris de cor i coristes) de la catedral i col·legiates, així com els becaris i acadèmics de les universitats en la capella s'han desgastat sobrepellizas des de la Reforma .
El clergat han emprat com una marca distintiva de l'esclavina o mocador anteriorment esmentats, una àmplia banda de seda negre desgastada però no s'ha de confondre amb l'estola, ja que no té significat litúrgic i originalment era una simple part de la vestimenta clerical a l'aire lliure. Anteriorment el clergat va usar només el sobrepellís l'hora de realitzar el servei, i la va canviar durant el sermó per al "vestit negre", és a dir, ja sigui una toga de Ginebra o la toga d'un títol acadèmic. Aquest costum, però, com a resultat del moviment de l'Alta Església, es convertí gairebé completament obsolet. El "vestit negre", considerat erròniament com el pendó de la Baixa Església, sobreviu en relativament poques esglésies evangèliques; no obstant això, els predicadors de sermons universitaris conserven el costum d'usar el vestit del seu grau
La forma tradicional de l'sobrepellís a l'Església d'Anglaterra va sobreviure des dels temps anteriors a la Reforma: una túnica de lli en tota la màniga, blanc pla, prisat del jou, i arribant gairebé, o bé, als peus. Cap al final del segle xvii, quan les grans perruques es van posar de moda, es va fer convenient tenir sobrepellisses fetes com les togues, obertes per la part del davant i botonades al coll, de manera que encara sobreviu en part, sobretot a les universitats. En general, però, la tendència seguí la influència continental, i va reduir les proporcions de la sobrepellís. L'àmplia inversió amb la caiguda de plecs té per tant en moltes esglésies donat lloc a una peça de vestir no prisat arribar al genoll. En algunes esglésies anglocatòliques, els roquets segueixen l'estil del cotta romà. Les Cottes poden ser emprades en algunes esglésies pels servidors i els membres del cor i el clergat pot portar sobrepellís en els serveis en què no fan servir vestimentes eucarístiques.

## Luteranisme
Tradicionalment, la sobrepellís es fa servir per a serveis no sacramentals, usant-se sobre la sotana, com a pregària del matí, Vespres i Completes sense Eucaristia. El sobrepellís és tradicionalment de llarg en el braç i penja com a mínim fins al genoll.
Al luteranisme alemany i a les Esglésies Unides, on el vestit acadèmic negre amb bandes de predicació han estat comunament en ús des de principis del segle xix, el sobrepellís de vegades és usat sobre el vestit acadèmic i bandes de predicació com un compromís entre el vestit negre, que s'ha convertit en un símbol del protestantisme entre els alemanys, i el símbol cristià tradicional de blanc per la gràcia i el Sant Sopar.

## Moviments paleo-ortodoxos i esglésies emergents
Entre els moviments paleo-ortodoxos i a l'Església emergent a les esglésies protestants i evangèliques, particularment els metodistes, els luterans i els presbiterians, molts clergues estan reclamant no només les vestidures tradicionals de l'Eucaristia de l'alba i casulla, sinó també la sotana i el sobrepellís (habitualment llarga, d'acord amb l'estic anglès antic) amb la roba litúrgica apropiada, i la sotana i la toga de Ginebra per a una litúrgia o servei de la Paraula.